# Élcio Fernandes
Élcio Fernandes (23. rujna 1996.) je zelenortski rukometni vratar. Nastupa za klub Balonmano Sinfín i zelenortsku reprezentaciju.
Natjecao se na Svjetskom prvenstvu u Egiptu 2021., gdje je reprezentacija Zelenortske Republike završila na posljednjem, 32. mjestu.